# 大慶站 (台中捷運)
大慶站，副站名中山醫大，當地地名「樹子腳」，位於臺中市南區，為臺中捷運綠線（烏日文心北屯線）之捷運車站。

## 車站概要
副站名為中山醫大，距離中山醫大約500公尺，進出站乘客估計多為中山醫大學生或附設醫院就診患者及家屬，車站位於建國北路一段上，近昌明巷，老地名番婆、樹仔腳，現為南區樹德里；車站編號為115。
由於本站連通大慶車站第2月台的3號出口僅與付費區連接的特殊設計，此站刷卡同站進出5分鐘內免計費，以方便旅客穿越捷運站進出大慶車站的第2月台。

## 車站構造
- 高架車站，兩座側式月台，兩個出入口。
- 本站可由連通至與大慶車站連通。

### 車站樓層
| 地上 三樓 | 側式月台，右側開門 | 側式月台，右側開門                                          |
| 地上 三樓 | ①號月台            | 綠線 往北屯總站方向（豐樂公園站）                           |
| 地上 三樓 | ②號月台            | 綠線 往高鐵台中站方向（九張犁站）                           |
| 地上 三樓 | 側式月台，右側開門 |                                                             |
| 地上 二樓 | 穿堂層             | 車站大廳、詢問處、自動售票機、驗票閘門 直通 大慶車站第2月台 |
| 地面      | 出入口             | 出入口                                                      |

## 車站出口
- 本站共有3個出入口，其中的出入口1位於建國北路一段，近中山附醫以及中山醫大，出入口2位於建國北路一段，近臺鐵臺中線大慶站的站體，出入口3位於2樓可以前往台鐵臺中線大慶站的第2月台內。
  - 於臺鐵大慶車站北側之捷運用地及緊鄰臺鐵廣場設置出入口1及出入口2。

| 出入口                          | 圖片              | 位置 |
| ------------------------------- | ----------------- | --- |
| 出入口1 · 設有電梯 · 設有手扶梯 | 台鐵大慶站1號出口 | 建國北路一段，近中山附醫以及中山醫大                                                                    |
| 出入口2 · 設有電梯 · 設有手扶梯 | 台鐵大慶站2號出口 | 建國北路一段，近臺鐵臺中線大慶站的大廳層(本站此出口為地面，捷運站體在臺鐵站體旁。)                      |
| 出入口3                         | 台鐵大慶站3號出口 | （2樓空橋往臺鐵車站的第2月台。）連通道至台鐵臺中線大慶站的月台層(本站此出口直通至臺鐵大慶車站第2月台。) |
| 註： 設有電梯 \| 設有手扶梯     |                   | |

## 利用狀況
大慶站2022全年每日進出人次約3,223人次，在台中捷運系統中排名第5。本站可與台鐵大慶站進行轉乘。
| 年   | 年間    | 年間    | 年間      | 單日平均 | 單日平均 |
| 年   | 進站    | 出站    | 進出站計  | 進站     | 進出站   |
| ---- | ------- | ------- | --------- | -------- | -------- |
| 2022 | 582,680 | 593,841 | 1,176,521 | 1,596    | 3,223    |

## 外部連結
- 捷運綠線(公開）
- 臺中捷運股份有限公司 （页面存档备份，存于）
- 臺北市政府捷運工程局 （页面存档备份，存于）
- 大慶站（台中捷運股份有限公司） （页面存档备份，存于）